# Нова-Бразиландия
Нова-Бразиландия (порт. Nova Brasilândia) — муниципалитет в Бразилии, входит в штат Мату-Гросу. Составная часть мезорегиона Север штата Мату-Гроссу. Входит в экономико-статистический микрорегион Паранатинга. Население составляет 4606 человек на 2006 год. Занимает площадь 3266,215 км². Плотность населения — 1,4 чел./км².

## История
Город основан 20 июня 1980 года.

## Статистика
- Валовой внутренний продукт на 2003 год составляет 26 727 034,00 реалов (данные: Бразильский институт географии и статистики).
- Валовой внутренний продукт на душу населения на 2003 год составляет 5192,74 реала (данные: Бразильский институт географии и статистики).
- Индекс развития человеческого потенциала на 2000 год составляет 0,710 (данные: Программа развития ООН).